# Максимов Борис Миколайович
Борис Миколайович Максимов — український художник-дизайнер. У співавторстві з  Василем Лопатою створив дизайн перших українських гривень.
Зокрема, Борис Максимов розробляв дизайн, графіку купюр та монет, і шрифтовий дизайн. А Василь Лопата малював портрети видатних осіб та пейзажів найвідоміших споруд і місцевостей країни.